# オキサミド
オキサミド（Oxamide）は、化学式 H2NCOCO2H の有機化合物である。白色の固体で、エタノールに溶け、水にはわずかに溶け、ジエチルエーテルには溶けない。大気圧条件下において350℃まで加熱するとジシアンと水に分解する。オキサミドはシュウ酸のアミドであり、シュウ酸アンモニウムの加熱により合成される。

## 用途
ニトロセルロースの合成における安定剤や、尿素肥料の代替として用いられる。